# Antilophia
Antilophia är ett litet fågelsläkte i familjen manakiner inom ordningen tättingar. Släktet omfattar endast två arter, varav en akut hotad, som förekommer dels i centrala Sydamerika, dels i östra Brasilien:
- Araripemanakin (A. bokermanni)
- Hjälmmanakin (A. galeata)